# Gothiskandza

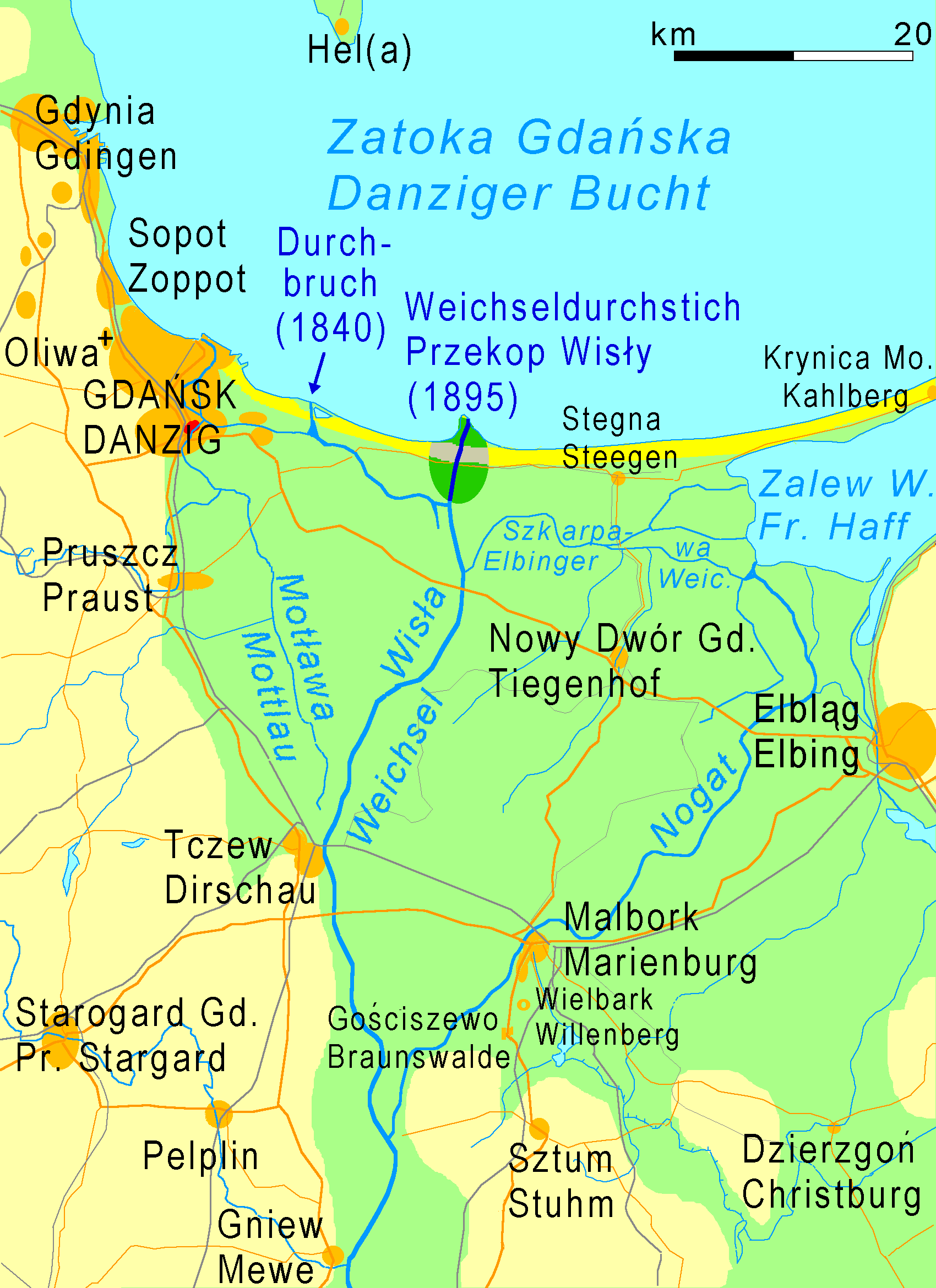
Obszar ujściowy Wisły

Gothiskandza – według Jordanesa, pierwsza siedziba Gotów po opuszczeniu Skandynawii (Skandza). Znajdowała się prawdopodobnie w rejonie Dolnej Wisły i na Wysoczyźnie Elbląskiej, na terenie dzisiejszych Borów Tucholskich, Zaborów i Krajny.
Kronikarz gocki Jordanes zanotował, że Goci opuścili Skandzę, swoje pierwotne siedziby, prowadzeni przez króla Beriga. Po przepłynięciu Bałtyku osiedlili się w kraju, który nazwali Gothiskandza. Wkrótce przenieśli się na ziemie Rugiów, zamieszkujących wybrzeże, i przepędzili ich stamtąd. Później pokonali swych nowych sąsiadów – Wandalów.
Po pewnym czasie, gdy przeminęły co najmniej cztery pokolenia królów po Berigu, i Filimer syn Gadariga został nowym królem, liczba Gotów się zwiększyła. Filimer postanowił, że wszyscy opuszczą Gothiskandzę i wyruszą do nowego kraju, zwanego Oium (Scytia).

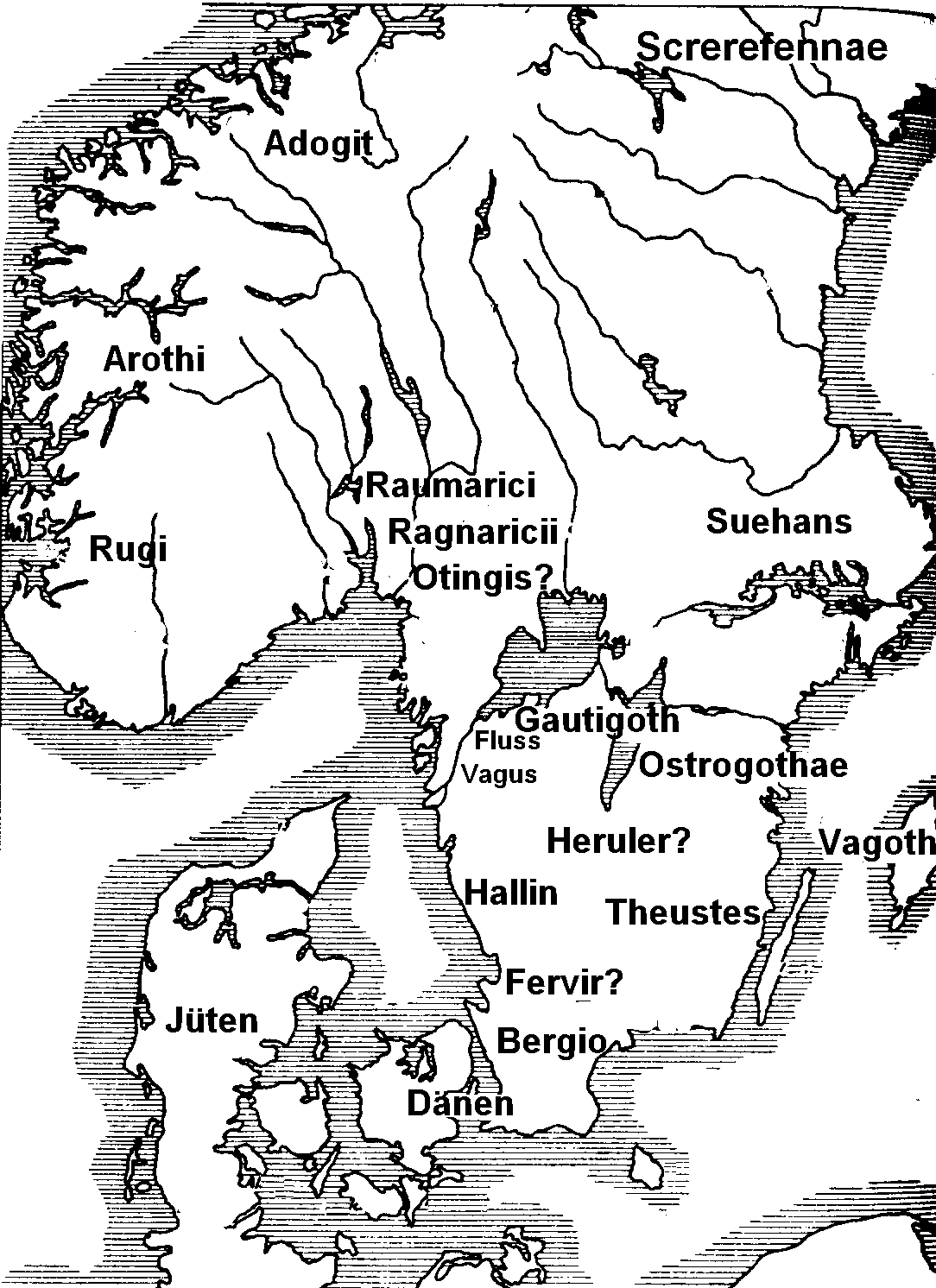
Plemiona południowej Skandynawii (Skandza?)
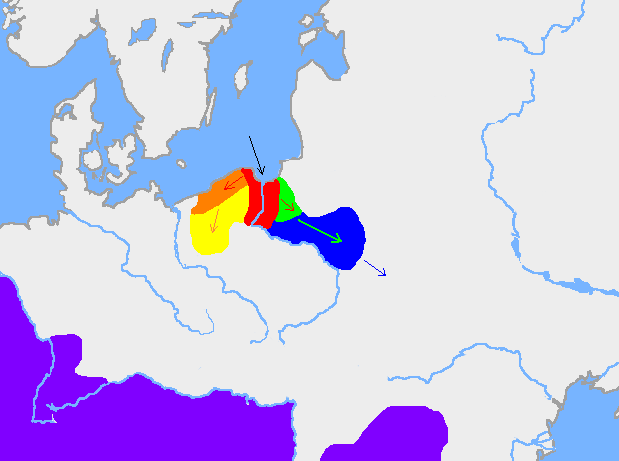
Ekspansja kultury wielbarskiej
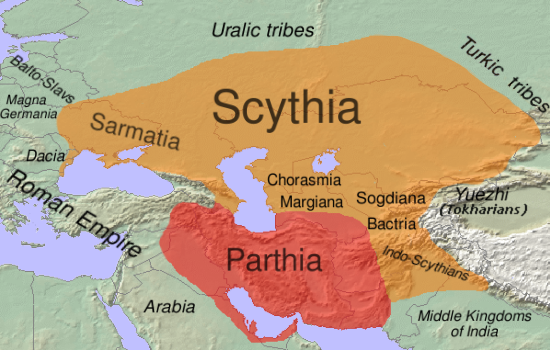
Ziemie Scytów